# Hotel Nacional de Cuba
O Hotel Nacional de Cuba é um hotel histórico espanhol de estilo eclético em Havana, Cuba, inaugurado em 1930. Localizado em frente ao mar do bairro El Vedado, fica no Morro Taganana, oferecendo vistas impressionantes do mar e da cidade.

## História

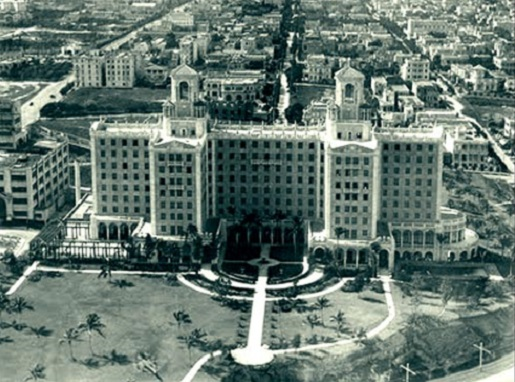
O Hotel Nacional de Cuba, por volta de 1933

### Projeto e construção

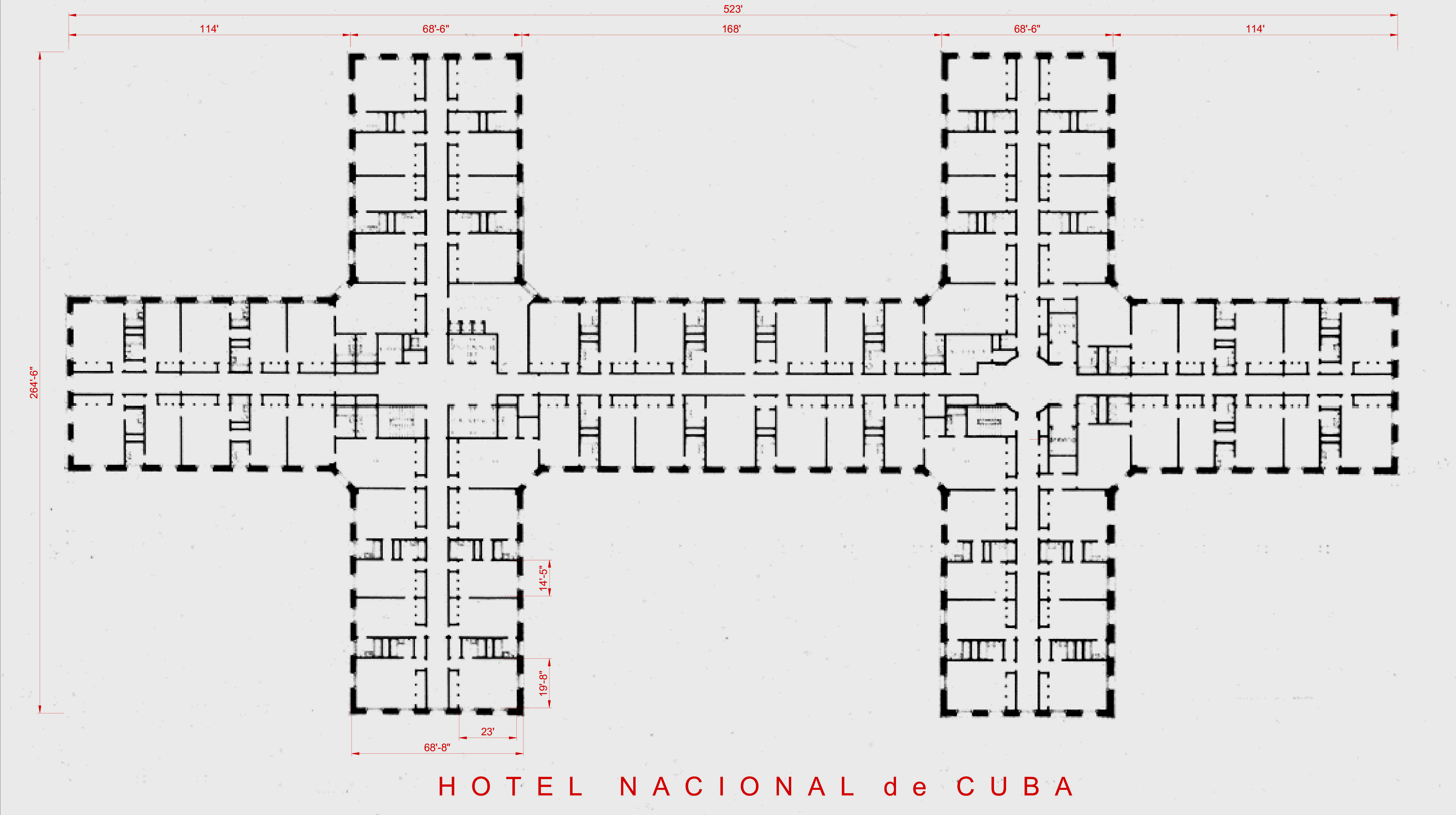
Hotel Nacional, planta de andar típico

O Hotel Nacional foi projetado pelo escritório de arquitetura nova-iorquino McKim, Mead & White, financiado pelo National City Bank of New York, e construído em quatorze meses pela empresa de engenharia norte-americana Purdy and Henderson. A estrutura contém uma mistura de estilos, incluindo sevilhano, romano, mourisco e art déco. O pórtico de entrada em estilo palladiano possui dois capitéis de colunas estilizados e quoins de pedra coral.
A disposição do Hotel Nacional é baseada em duas cruzes gregas, conferindo à maioria dos quartos vista para o oceano. Os 6 andares típicos têm 74 quartos e 5,912.4 m2 (63,641 sq ft) de área útil. O oitavo andar (último andar) possui 66 quartos e área de 4,675.3 m2 (50,325 sq ft). A área ocupada pelo edifício mede aproximadamente 159m x 81m. A estrutura do edifício é uma armação de aço, enquanto os elementos decorativos, incluindo detalhes do piso térreo, colunas, revestimentos de parede e grande parte do pavimento, são em pedra coral.

### Operação antecipada
O hotel foi inaugurado como The National Hotel of Cuba (O Hotel Nacional de Cuba) em 30 de dezembro de 1930, operado pelos gerentes americanos do Plaza Hotel, Savoy-Plaza Hotel e Copley Plaza Hotel, numa época em que Cuba era um importante destino de viagem para pessoas nos EUA.
Em 1933, após o golpe de Fulgêncio Batista em 4 de setembro contra o governo de transição, o Hotel Nacional foi a residência de Sumner Welles, um emissário especial enviado pelo presidente dos EUA , Franklin D. Roosevelt, para mediar a crise. Logo depois, de 2 a 3 de outubro de 1933, foi palco de um cerco sangrento que ficaria conhecido como a Batalha do Hotel Nacional de Cuba. O conflito colocou oficiais do exército cubano, barricados no hotel, que contribuíram para a derrubada de Gerardo Machado, mas que se opunham a Batista, contra os sargentos e outras patentes do exército cubano, que apoiavam Batista. O ataque bem-sucedido ao hotel deixou mais de quarenta combatentes mortos e causou grandes danos ao edifício, incluindo buracos de granadas e balas.
O Hotel Nacional foi restaurado logo em seguida e reaberto. Em 1939, passou a se chamar Hotel Nacional de Cuba, em espanhol. O desenvolvedor de Chicago, Arnold Kirkeby, adquiriu a propriedade em julho de 1943 e a operou por mais de uma década como parte de sua rede Kirkeby Hotels.

### Conferência de Havana
A partir de 20 de dezembro de 1946, o hotel sediou a Conferência de Havana, uma infame cúpula da máfia dirigida por Lucky Luciano e Meyer Lansky e com a participação de Santo Trafficante Jr., Frank Costello, Albert Anastasia, Vito Genovese e muitos outros. Francis Ford Coppola dramatizou a conferência em seu filme O Poderoso Chefão 2.
Estiveram presentes delegados representando a cidade de Nova York, Nova Jersey, Buffalo, Chicago, Nova Orleans e Flórida, com a maior delegação de chefes proveniente da área Nova York-Nova Jersey. Vários chefes importantes do Sindicato Judaico estiveram na conferência para discutir negócios conjuntos La Cosa Nostra-Sindicato Judaico. De acordo com as regras da conferência, os delegados judeus não podiam votar nas regras ou políticas da Cosa Nostra; no entanto, os chefes do crime judeus foram autorizados a contribuir em quaisquer empreendimentos comerciais conjuntos, como o Flamingo Hotel.
Luciano abriu a Conferência de Havana discutindo um tema que afetaria muito a sua autoridade dentro da Máfia Americana: a posição de "capo di tutti capi" ou "chefe de todos os chefes". O último chefe oficial de todos os chefes foi Salvatore Maranzano, assassinado em setembro de 1931. No final de 1931, Luciano eliminou esta posição de topo e reorganizou a máfia italiana em "La Cosa Nostra", ou "Esta Coisa Nossa". Um conselho de administração, comumente chamado de "Comissão", foi formado para supervisionar atividades criminosas, controlar regras e definir políticas. La Cosa Nostra tornou-se assim a principal organização criminosa do Sindicato Nacional do Crime.Agora Luciano poderia facilmente ter se declarado herdeiro de Maranzano em 1932; em vez disso, Luciano decidiu exercer o controle nos bastidores. Esse arranjo funcionou até o retorno de Vito Genovese da Itália. Oficialmente, Genovese era agora apenas um caporegime; porém, ele havia deixado claro que pretendia assumir o controle da família criminosa Luciano. Desde a deportação de Luciano em 1946, o seu aliado Frank Costello era o chefe interino da família Luciano. Como resultado, as tensões entre as facções Costello e Genovese começaram a piorar. Luciano não tinha intenção de deixar o cargo de chefe da família; ele tinha que fazer algo em relação a Genovese. Luciano também percebeu que Genovese ameaçava sua autoridade e influência dentro da máfia americana, provavelmente com o apoio de outros chefes do crime. Portanto, Luciano decidiu ressuscitar a posição de chefe de todos os chefes e reivindicá-la para si. Ele esperava que os outros patrões o apoiassem, seja afirmando oficialmente o título ou pelo menos reconhecendo que ele ainda era o "Primeiro entre iguais".
Na conferência, Luciano teria apresentado a moção para manter sua posição como chefe da Cosa Nostra. Então o aliado de Luciano, Albert "O Chapeleiro Maluco" Anastasia apoiou a moção. Anastasia votou com Luciano porque ele se sentiu ameaçado pelas tentativas de Genovese de se intrometer em seus esquemas de extorsão à beira-mar. Sofrendo xeque-mate pela aliança Luciano-Costello-Anastasia, Genovese foi forçado a engolir suas ambições e planejar para o futuro. Para envergonhar ainda mais Genovese, Luciano encorajou Anastasia e Genovese a resolverem suas diferenças e apertarem as mãos na frente dos outros chefes. Este gesto simbólico pretendia evitar outra guerra sangrenta de gangues, como a Guerra Castellammarese de 1930-1931. Com Luciano solidificando sua posição pessoal e esmagando a ambição de Genovese por enquanto, Luciano trouxe à tona a discussão sobre as operações de narcóticos da máfia nos Estados Unidos.

### Apogeu dos anos 1950

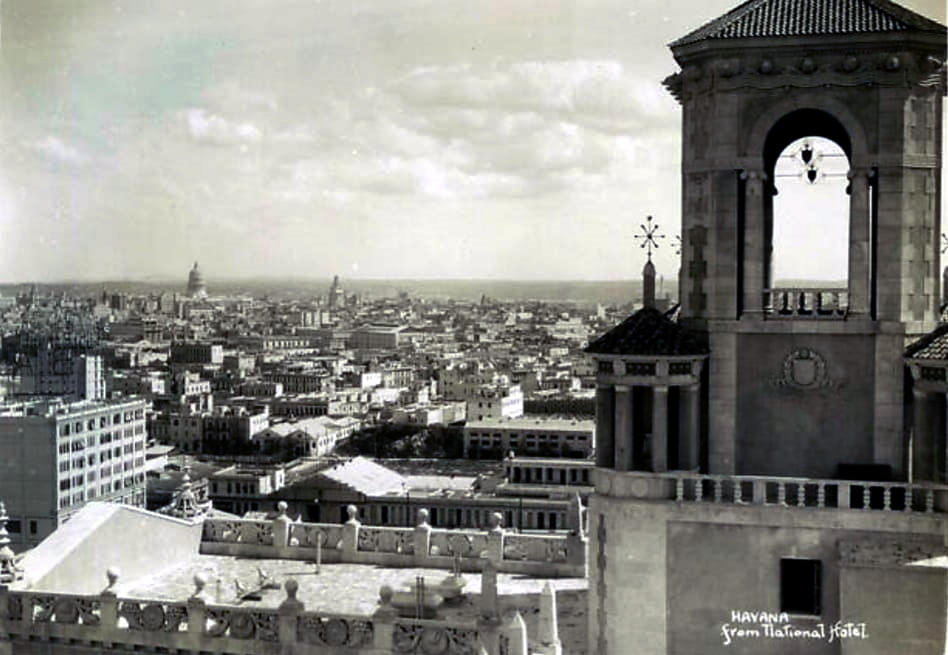
Detalhe do telhado da torre do Hotel Nacional

Em setembro de 1955, Kirkeby Hotels Corp. vendeu o Hotel Nacional para uma empresa cubana recém-formada, a Corporacion Intercontinental de Hoteles, SA, com a divisão Intercontinental Hotel Corp. da Pan Am assumindo a propriedade parcial e também a administração da propriedade. Alphons Landa, um proeminente advogado de Washington, representou a Pan Am e conseguiu que outros clientes e amigos adquirissem ações do hotel ao mesmo tempo. Dave Beck, presidente dos Teamsters e Roy Fruehauf da Fruehauf Trailer Corporation foram sócios silenciosos por pelo menos 2 anos. Fruehauf venderia sua participação no hotel em maio de 1957; outros investidores perderiam tudo quando Fidel Castro chegasse ao poder. Lansky planejava ocupar uma ala do hotel de 10 andares e criar suítes luxuosas para jogadores de alto risco. Fulgencio Batista endossou a ideia de Lansky, embora houvesse objeções de expatriados americanos como Ernest Hemingway. Sob o impulso de Lansky, uma ala do grande hall de entrada foi reformada para incluir um bar, um restaurante, um showroom e um luxuoso cassino. Foi operado por Lansky e seu irmão Jake, com Wilbur Clark como líder.
A nova ala do hotel, composta pelo Casino Internacional de Wilbur Clark, o adjacente Starlight Terrace Bar e a boate Casino Parisién (casa dos Famous Dancing Waters), foi inaugurada em 1956 com uma apresentação de Eartha Kitt, que se tornou o primeiro hóspede negro do hotel. O cassino e os clubes foram um sucesso imediato. De acordo com um artigo não-publicado enviado aos Arquivos de Informação Cubanos por volta de 1956-57, "O bar era atendido por bartenders locais e o cassino administrado por cavalheiros de Las Vegas." Na primavera de 1957, o cassino, sublocado pelo hotel por um aluguel substancial para Lansky, estava rendendo tanto dinheiro quanto os maiores cassinos de Las Vegas. No final de 1958, o cassino foi vendido para Michael McLaney e Carroll Rosenbloom.

### Pós-Revolução Cubana

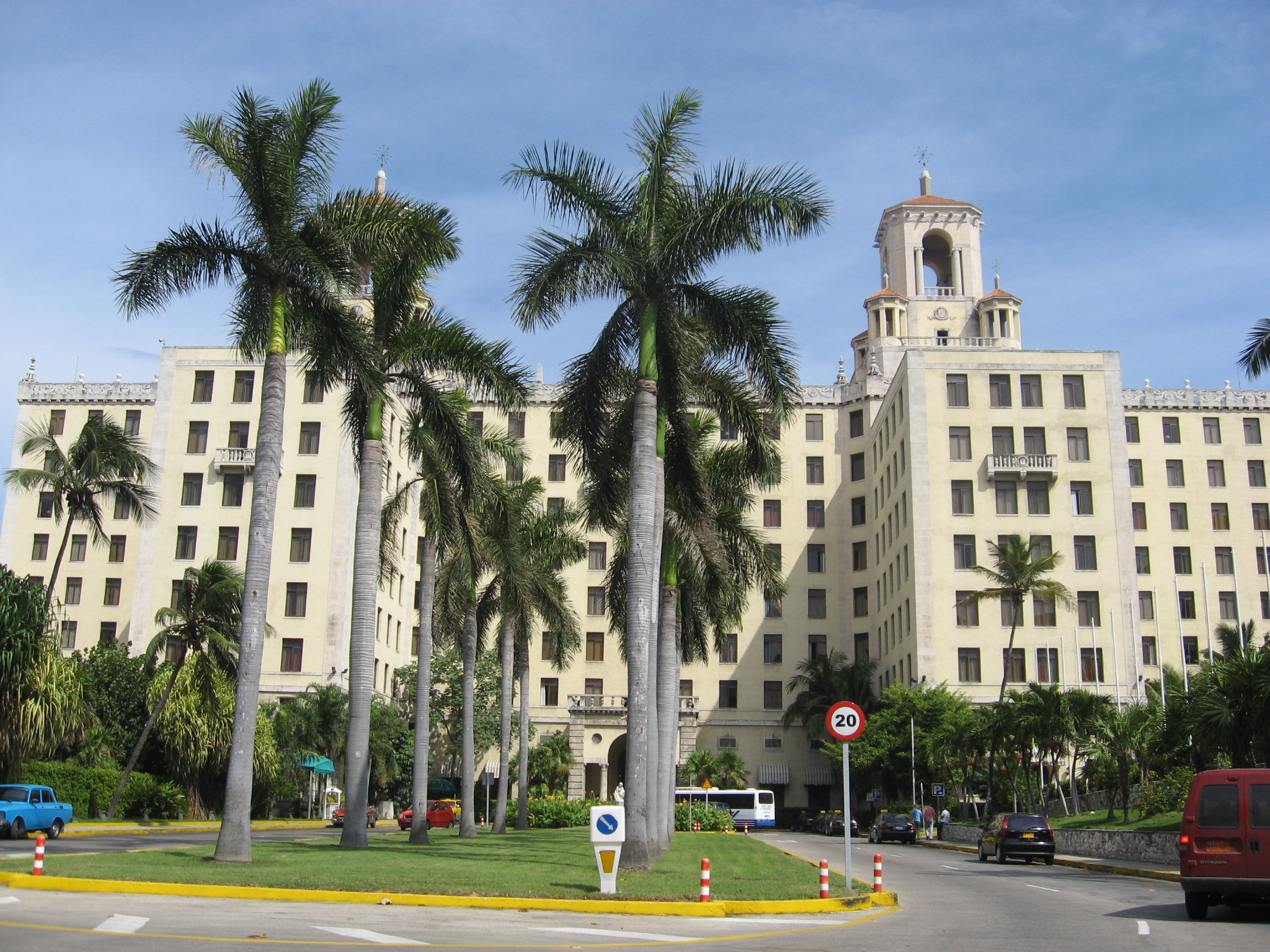
O Hotel Nacional de Cuba em 2007

Após a Revolução Cubana em janeiro de 1959, os cassinos de Havana foram brevemente fechados, mas foram rapidamente reabertos após protestos dos trabalhadores dos cassinos que ficaram desempregados. O Nacional sofreu pesadas perdas financeiras nos meses que se seguiram e, como resultado direto, a divisão Intercontinental Hotels da PanAm relatou um prejuízo líquido de US$ 154.000 em 1959, depois de reportar um lucro de US$ 200.000 em 1958. Fidel Castro nacionalizou o hotel em junho de 1960, confiscando-o do Intercontinental Hotels, o que resultou na rede hoteleira registrando um prejuízo líquido de US$ 71.000 em 1960. Castro finalmente fechou o cassino em outubro de 1960, quase dois anos após a derrubada de Batista.
Durante a Crise dos Mísseis de Cuba, foram instalados canhões antiaéreos no local da Bateria de Santa Clara e uma extensa série de túneis foi construída sob a propriedade, os quais agora estão abertos ao público em visitas guiadas.
Após anos de abandono devido à redução do turismo depois da revolução, o hotel foi utilizado principalmente para acomodar diplomatas visitantes e funcionários de governos estrangeiros. Devido ao colapso da União Soviética em 1991 e à queda do Bloco de Leste, o Partido Comunista Cubano, ávido por reservas cambiais, foi forçado a reabrir Cuba aos turistas, pelo que o Hotel Nacional foi mais uma vez reabilitado para acomodar turistas internacionais como aconteceu durante os anos anteriores à revolução. A reabertura ocorreu no dia 30 de dezembro de 2020, comemorando os 90 anos do Hotel Nacional.

## Hóspedes famosos

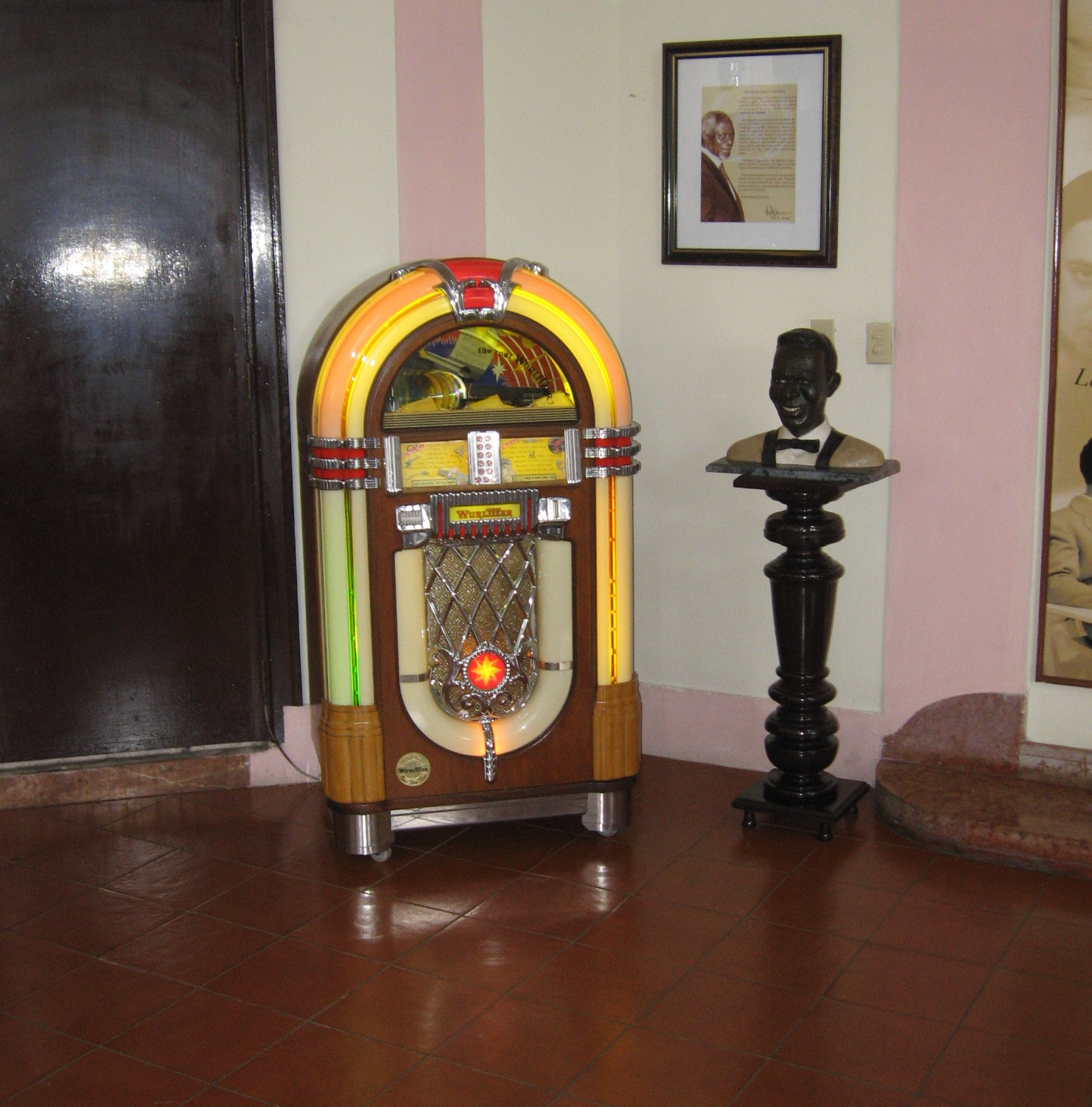
Jukebox e busto de Nat King Cole no Hotel Nacional.

Em 1956, o cantor Nat King Cole foi contratado para se apresentar em Cuba e queria se hospedar no Hotel Nacional de Cuba, mas não foi autorizado porque o hotel era segregado. O hotel já havia rejeitado celebridades negras, incluindo Joe Louis, Marian Anderson, Jackie Robinson e Josephine Baker. Cole honrou seu contrato e o show no Tropicana foi um grande sucesso. No ano seguinte voltou a Cuba para mais um concerto, cantando diversas canções em espanhol. Hoje existe uma homenagem a ele em forma de estátua e jukebox no Hotel Nacional.
Jean-Paul Sartre hospedou-se no hotel logo após a Revolução em 1960, com sua esposa, a filósofa, Simone de Beauvoir. O casal entrevistou Che Guevara, e Sartre escreveu 'Sartre visita Cuba', publicado em Havana em 1961, narrando suas experiências. Desde então, o hotel deu o nome dele ao quarto em que ele ficou.
Em seus mais de 80 anos de existência, o Hotel Nacional teve muitos convidados importantes, incluindo artistas, atores, atletas e escritores como Winston Churchill, o Duque e a Duquesa de Windsor, Jimmy Carter, Frank Sinatra, Ava Gardner, Rita Hayworth, Mickey Mantle, Johnny Weissmuller, Buster Keaton, Jorge Negrete, Agustín Lara, Rocky Marciano, Tyrone Power, Rómulo Gallegos, Errol Flynn, John Wayne, Marlene Dietrich, Gary Cooper, Marlon Brando, Ernest Hemingway, Yuri Gagarin, o cientista Alexander Fleming, o Governador de Minnesota Jesse Ventura, e inúmeros Chefes de Estado ibero-americanos e monarcas europeus.

## Colina de Taganana

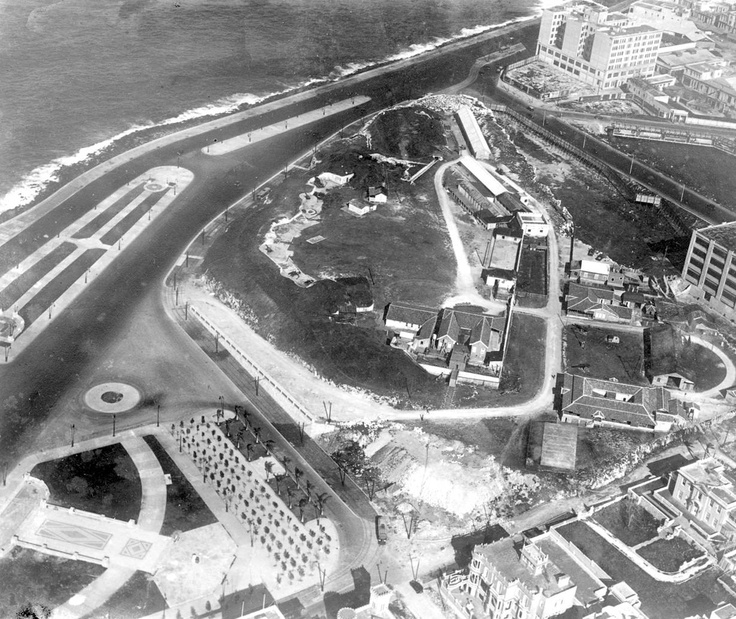
Bateria de Santa Clara no Morro de Taganana, antes da construção do hotel. por volta de 1920,

A Bateria de Santa Clara foi construída no topo de uma colina que albergava uma das grutas mais históricas da ilha. A colina de Taganana, localizada no afloramento costeiro de Punta Brava, perto da enseada de San Lázaro, recebeu o nome de uma caverna nas Ilhas Canárias onde se refugiou a princesa Guanche Cathaysa. Ela foi capturada e vendida pelos castelhanos como escrava em 1494. A menina Guanche de 7 anos, natural de Taganana (Santa Cruz de Tenerife), foi levada cativa junto com outros quatro jovens (Cathayta, Inopona, Cherohisa e Ithaisa). Cathayta foi vendida como escrava com suas companheiras em Valência, em abril de 1494. Acredita-se que depois disso ela passou o resto da vida em algum lugar da Espanha como uma dama de companhia para alguma mulher da alta sociedade espanhola.
Em Cuba, há uma lenda paralela que afirma que uma das cavernas sob o morro Taganana serviu de abrigo para uma índia cubana de mesmo nome que fugiu de seus perseguidores espanhóis. O romancista cubano Cirilo Villaverde imortalizou Guanche Cathaysa em sua obra literária, La Cueva de Taganana.

## Galeria

Hotel Nacional de Cuba
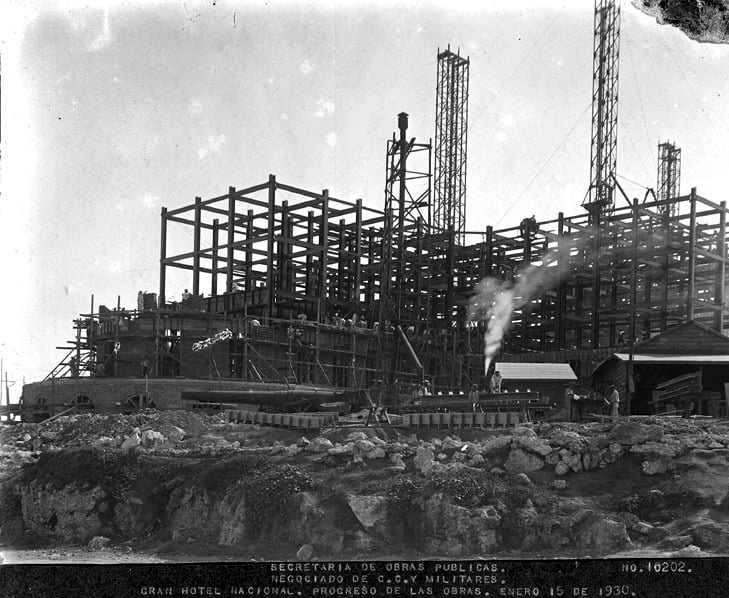
Foto do progresso da construção.
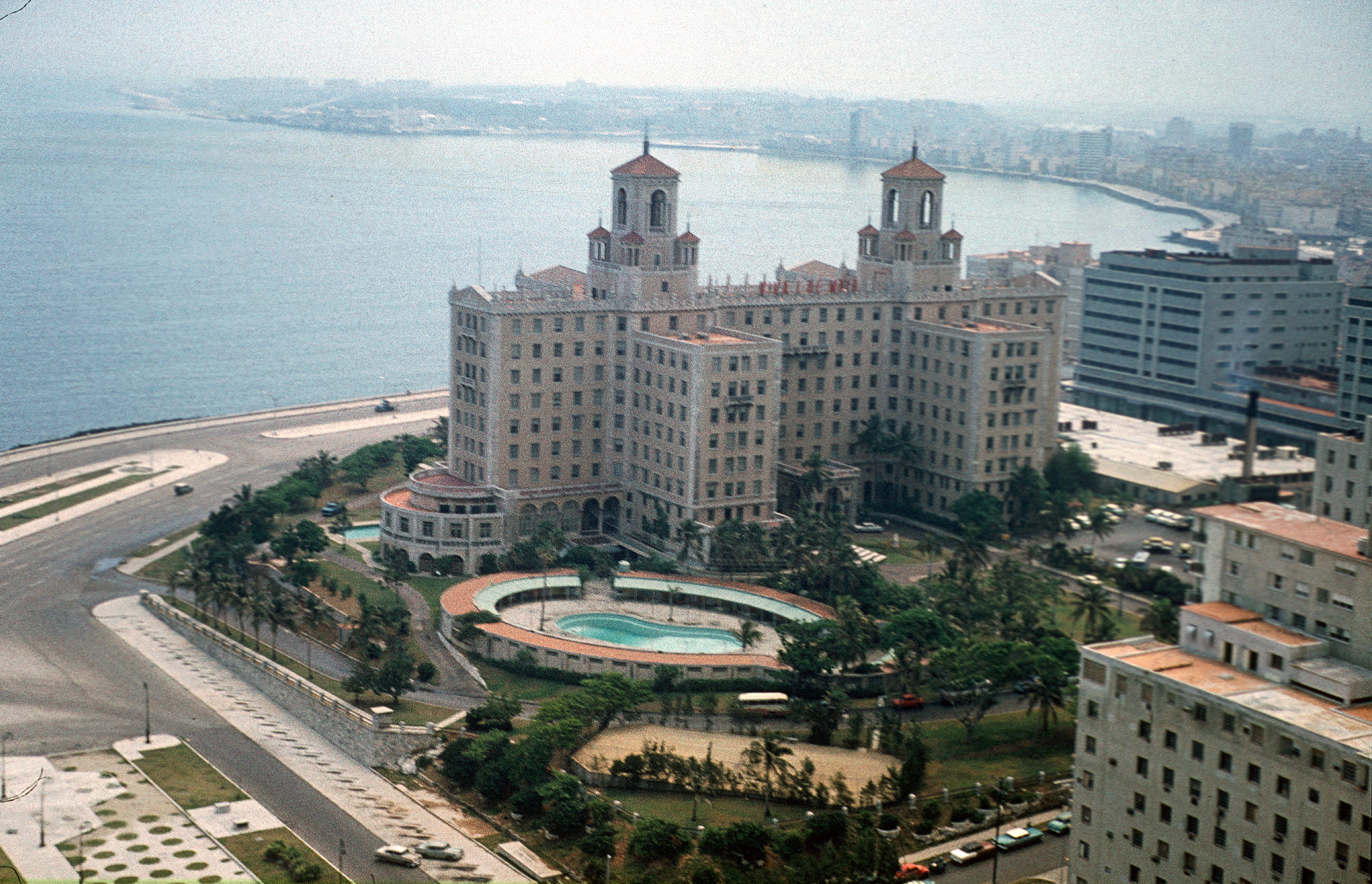
Hotel Nacional de Cuba, 1973.
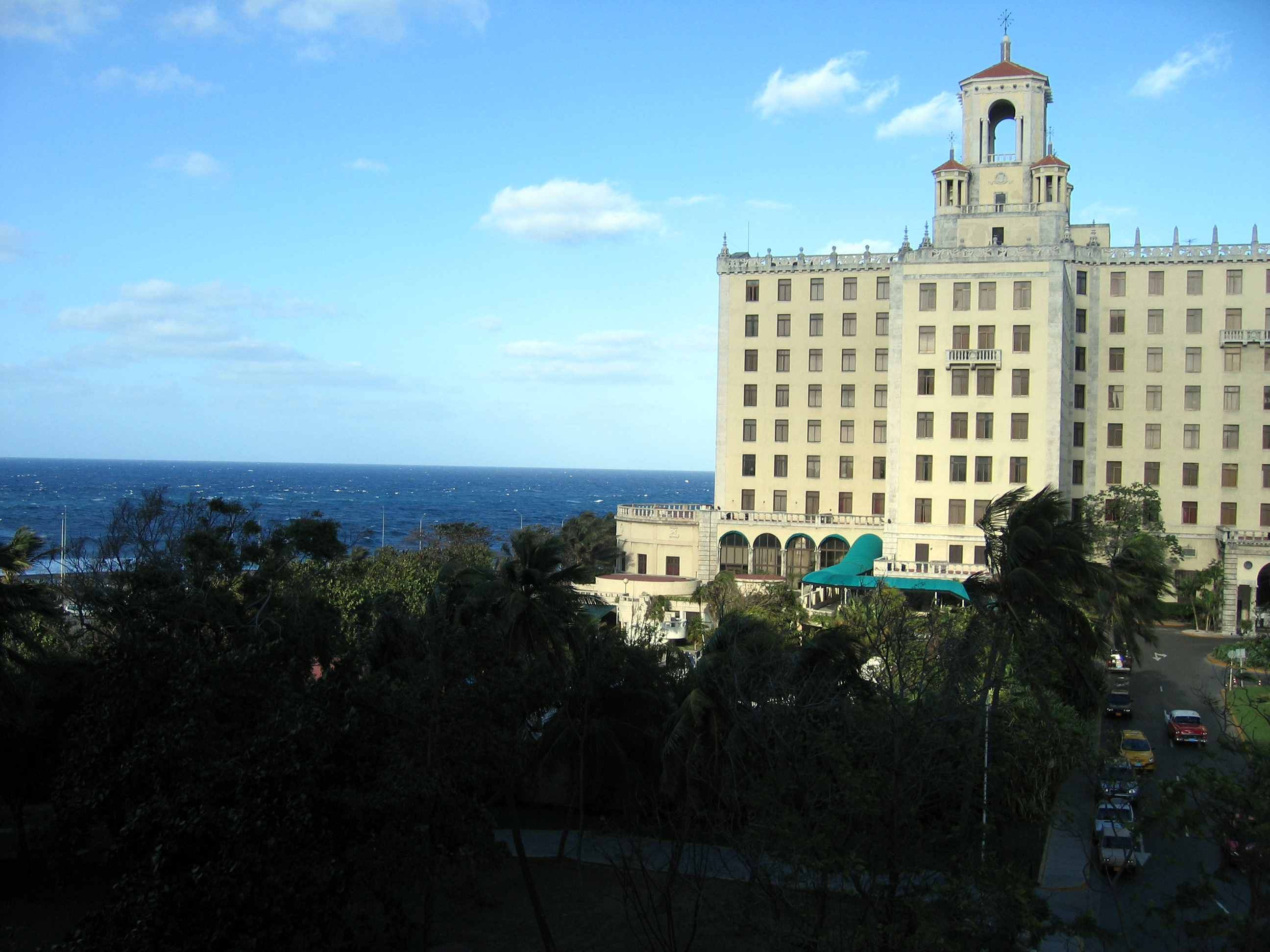
Hotel Nacional, janeiro de 2006.
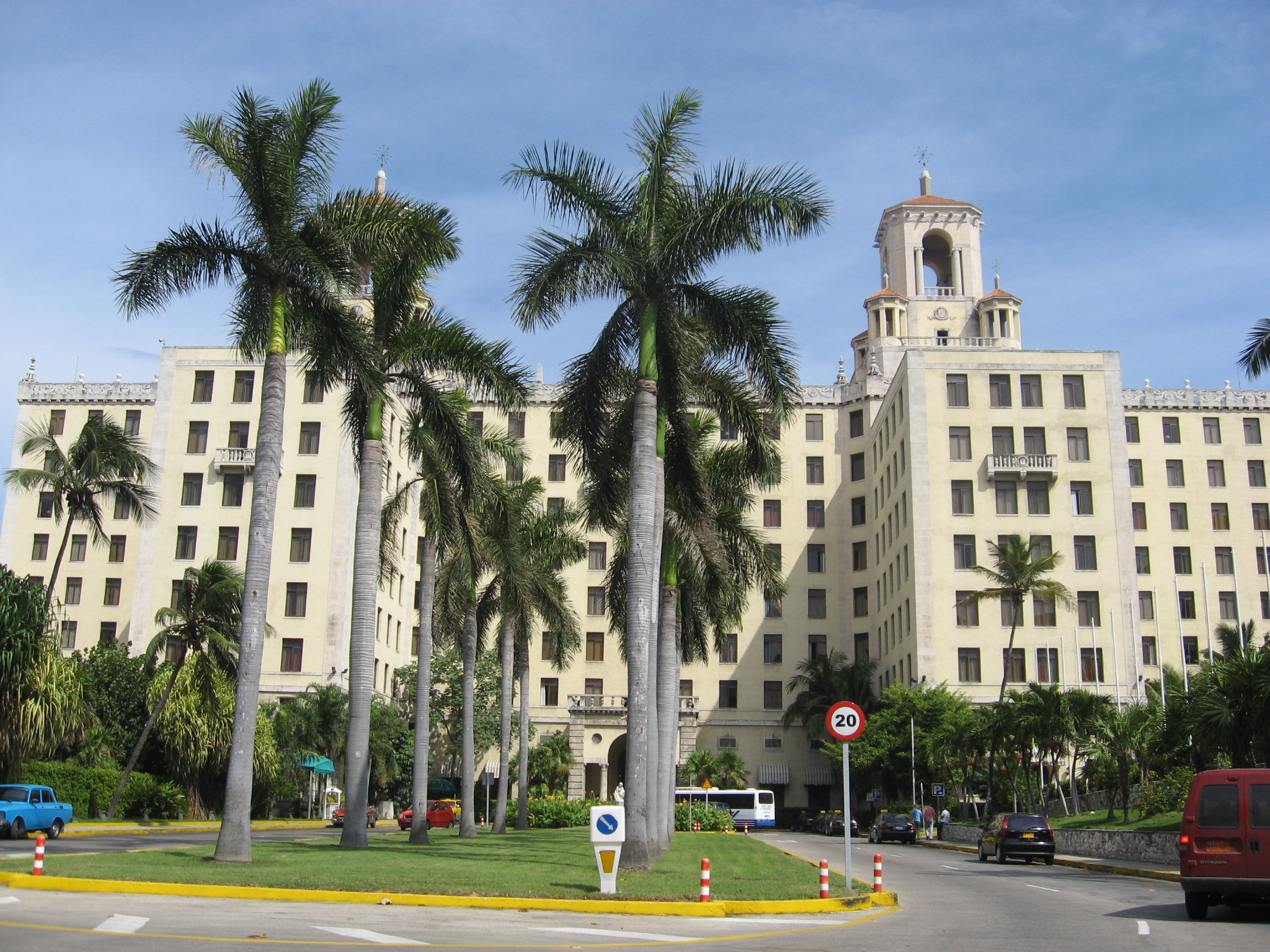
Hotel Nacional, janeiro de 2008.